# الحرالي
الحرّالي، أبو الحسن الأندلسي، علي بن أحمد بن الحَسَنِ بن إبراهيم التجيبي (؟ - 637 هـ/ 1239م) هو نحوي، ومفسر، ومصنف، من علماء المغرب، ولد في مراكش، وتوفي في حماة، سافر طويلاً، وصنف كثيراً، أخذ العربية من ابن خروف، وغيره، ترك بلاده، وتغرَّب، شارك في فنون عديدة، ومال إلى النظريات وعلم الكلام.

## مؤلفاته
- عقد الزبرجد من حروف سيدنا محمد
- مفتاح الباب المقفل لفهم القرآن المنزل.
- الوافي في علم الفرائض.
- اللمعة في حل الكواكب السبعة.
- شمس مطالع القلوب وبدر طوالع الغيوب.
- الإيمان التام بالني عليه الصلاة والسلام.
- شرح السنة العلمية في الأسماء النبوية.